# Naučná stezka Okolím křížové cesty

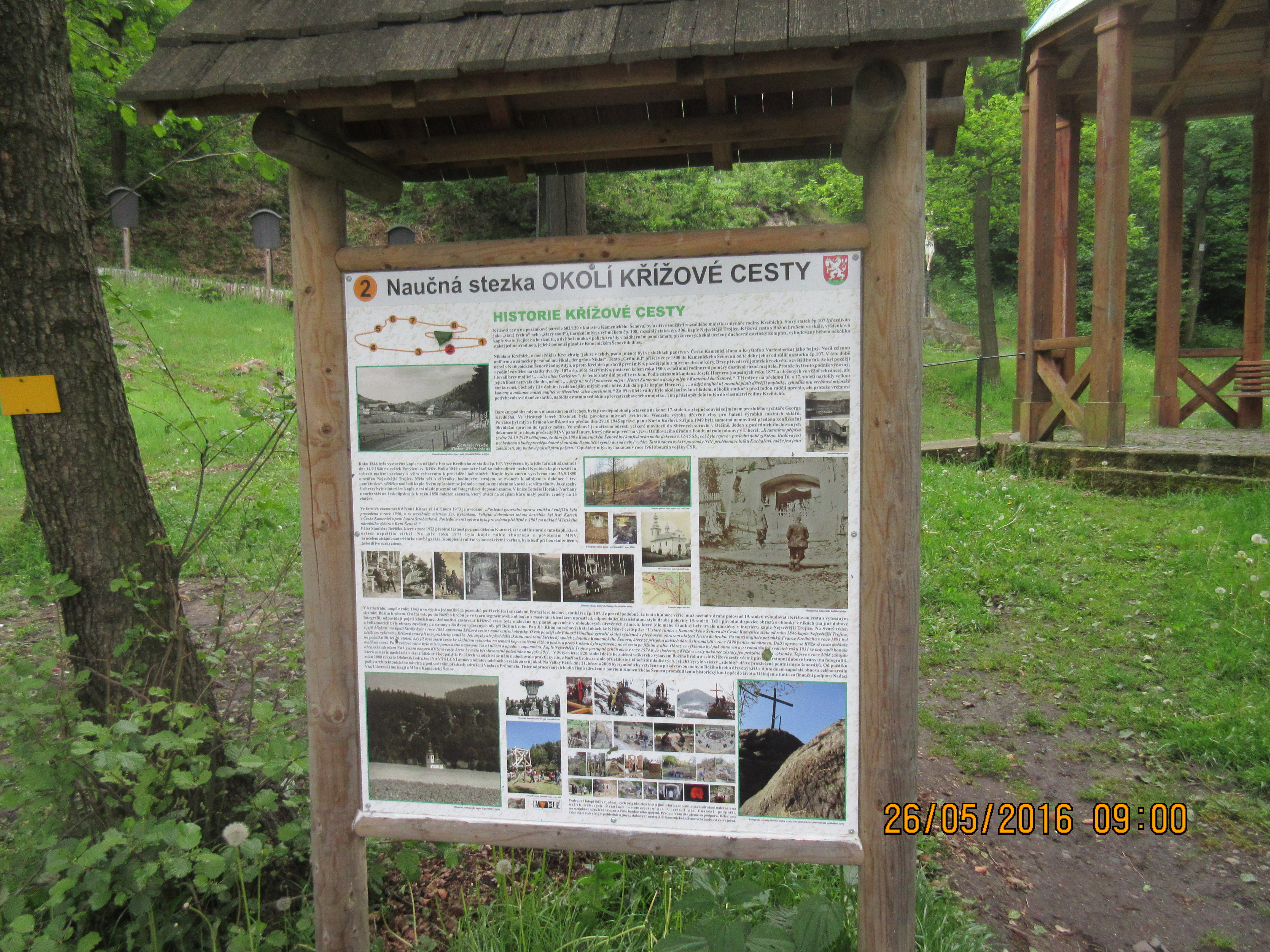
Druhé zastavení naučné stezky

Naučná stezka Okolí křížové cesty byla vybudována u kopce Stráž (451 m n. m.) severně od města Kamenický Šenov směrem k obcím Vesnička a Dolní Prysk.

## Historie
Křížová cesta byla postavena statkářem Franzem Kreibichem v roce 1865. Po roce 1950 byla zničena. Zásluhou občanského sdružení Na výsluní byla po roce 2000 postupně obnovována. Naučná stezka byla upravena v délce 2 km roku 2011.

## Popis zastaveních stezky
Stezka začíná dřevěnou vstupní branou a u kruhového pavilonu. Poblíž je druhé zastavení u pramene Svatého Kříže. Třetí a čtvrté zastavení se přímo netýkají křížové cesty, ale popisují zvětrávání pískovců a nivu zde protékajícího Šenovského potoka.

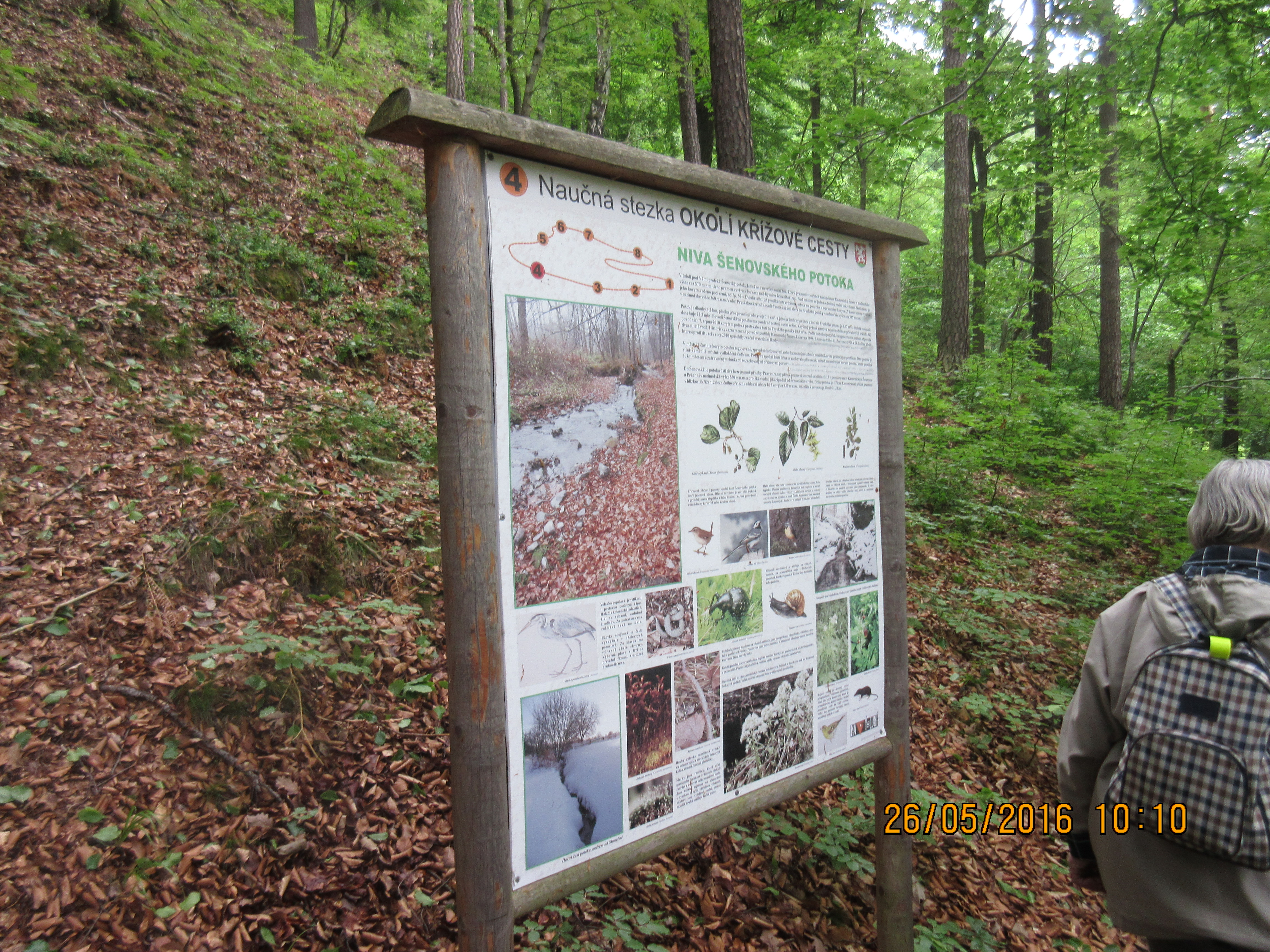
Čtvrté zastavení naučné stezky

## Přístup
Z Kamenického Šenova na sever do Dolního Prysku vede silnice, označená jako ulice Pískovec II.  Z ní odbočuje severozápadním směrem obnovená a vyznačená křížová cesta. Je vyznačen oválný okruh po jižní straně kopce Stráž, který začíná u přístřešku s pramenem Svatého Kříže. Křížová cesta není po celé délce okruhu, jen v první části. 
Je na území katastru Kamenický Šenov 862 640, začátek ve výšce 396 m n. m.